# گرتا اسکاکی
گرتا اسکاچی (ایتالیایی: Greta Scacchi؛ زادهٔ ۱۸ فوریهٔ ۱۹۶۰) بازیگر ایتالیایی-استرالیایی است. از فیلم‌هایی که وی در آن نقش داشته است می‌توان به ویولن قرمز، نقشه پرواز، بی‌گناه، بازیگر، صبح بخیر، بابل، اُدیسه و در انتظار بربرها اشاره کرد.
اسکاچی برنده جایزه امی ساعات پربیننده بهترین بازیگر نقش مکمل زن برای فیلم راسپوتین: بنده شریر سرنوشت در سال ۱۹۹۶ شده است. او در سریال عامل نفوذی، ادیسه و فیلم‌های اما، ترس و عشق، هیندنبورگ، بلای سفید، پالم بیچ، یک مرد عاشق، پشیمانی‌های خانم آستین، بوسه مار، ذهن سفید، شور درونی، نمک روی پوست ما، باغ نیمه‌شب تام و جفرسون در پاریس نیز بازی کرده است.
او مادر لیلا جرج است.